# Estufa salamandra

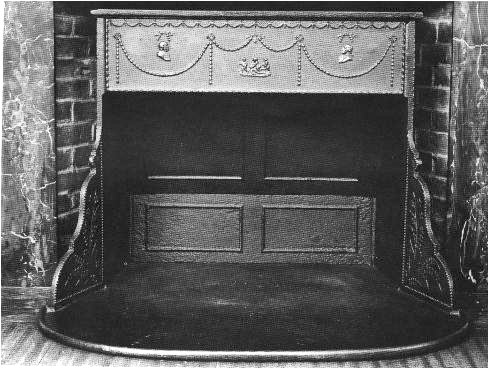
Estufa' 'salamandra' ', model creat per Franklin i datat cap a 1795 al Museu Metropolità de Nova York.

L'estufa salamandra, és el nom que erròniament es dóna a un tipus d'estufa inventat el 1743 per Benjamin Franklin, anomenat en realitat Estufa Pennsylvania o Estufa Franklin, considerat un dels primers sistemes de calefacció moderna no integrat en la construcció. Permet una millor regulació de la combustió i un millor control dels fums que la llar tradicional, de manera que també suposa un estalvi de combustible, si bé té l'inconvenient de que la combustió s'efectua en l'ambient a calefactar i utilitza materials contaminants (llenya benzina o carbó mineral). El seu cos és un recipient en forma de caixa fabricat de metall fos, que disposa d'una finestra enreixada regulable per la qual s'afegeix el combustible, i que s'eleva de terra generalment mitjançant unes potes. De la seva part superior surt un tub de xemeneia per deixar sortir el fum.
L'inventor, Benjamin Franklin, la va batejar com a model Pennsylvania. El nom de Salamandra el rebé del fabricant d'estufes The Salamandre Stove Co., que vengué entre 1925 i 1933 estufes de disseny francès d'Emile Caboche, amb semblança a l'estufa Franklin, anomenat La Salamandre, evocant la salamandra mítica que, segons es creia, podia viure en el foc sense cremar-se. 